# Автограф (рукопись)

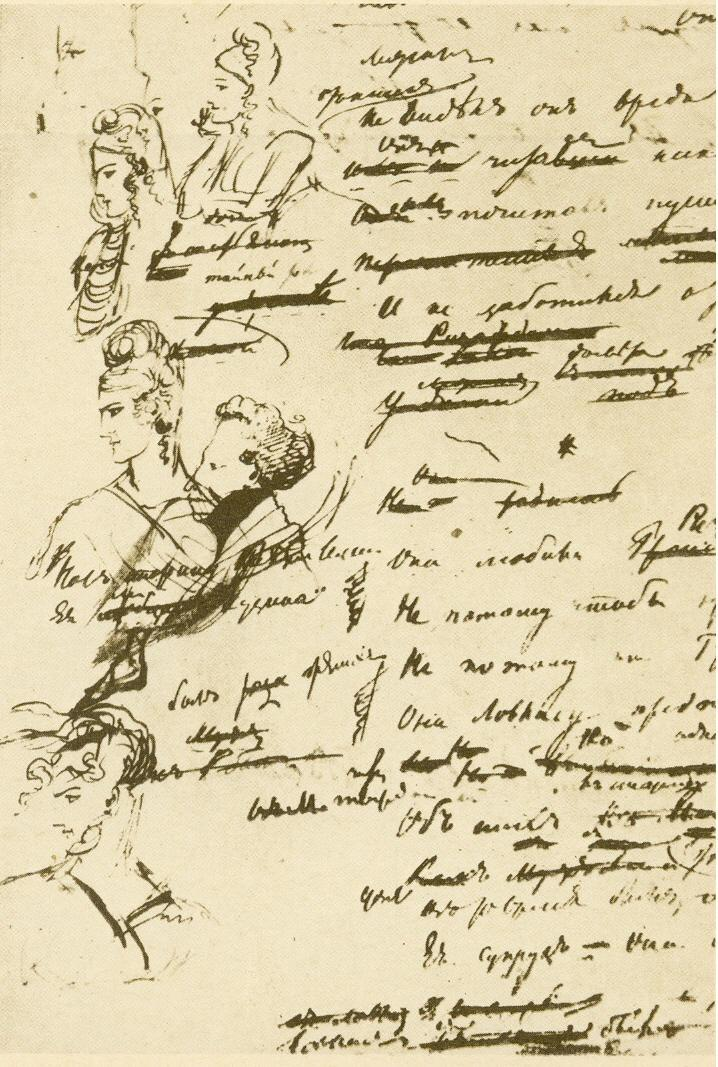
Автограф «Евгения Онегина»

Авто́граф (др.-греч. αὐτός «сам» и γράφω «пишу») — собственноручный авторский рукописный текст.

## Текстология

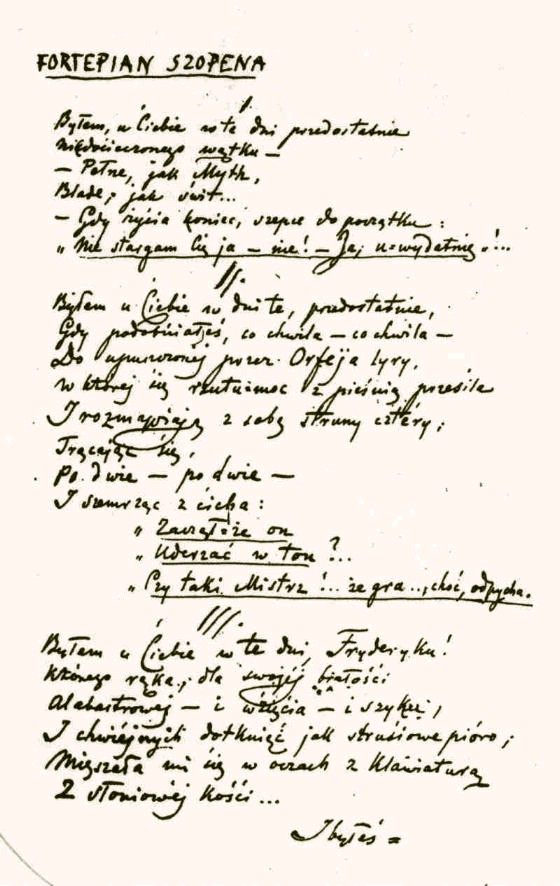
Рукопись стихотворения Циприана Камиля Норвида «Рояль Шопена»

Как подлинники или оригиналы, в отличие от копий, автографы имеют для филолога и занимающихся дипломатикой значение документа первоочередной достоверности. Служат для установления канонического текста произведения, а также для изучения творческого процесса писателя (особенно черновые рукописи). Автографы известных учёных, писателей и поэтов хранятся в библиотеках и архивах и имеют особую ценность. Дарственный автограф на ценном предмете (книга, картина, грампластинка) называется инскрипт.

## Автографы известных людей как предмет коллекционирования
С середины XVIII века слово «автограф» употребляется несколько в ином смысле, означая рукописи, писанные лицами, прославившимися в истории, известными учёными, художниками и т. п., причём вопрос о содержании рукописи отступает на второй план, а главное значение придаётся подлинности рукописи. Собиранием автографов замечательных людей занимались уже в древности, но в особенную моду оно вошло во Франции в конце XVI века; первое большое собрание автографов принадлежало ст. секретарю Генриха IV, Ломени-де-Бриенну (ум. 1638). Подобные же коллекции также имели историки Пётр и Яков Дюпюи, Кольбер и другие.

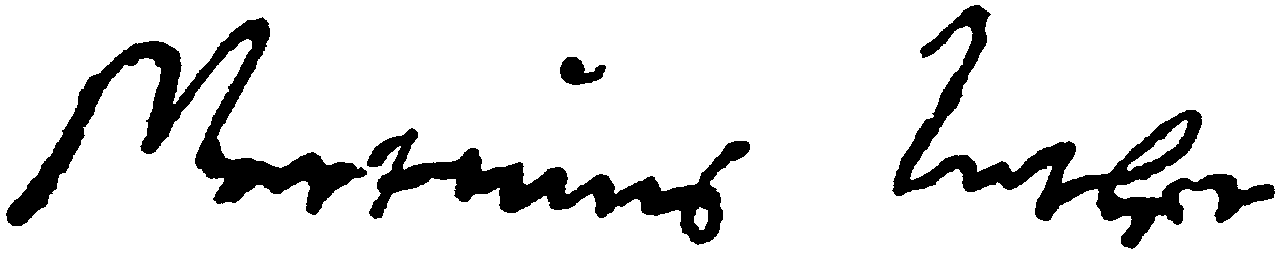
Автограф Мартина Лютера

Автограф Елизаветы I

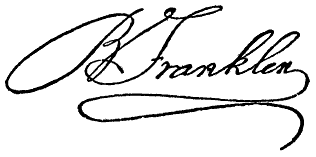
Автограф Бенджамина Франклина

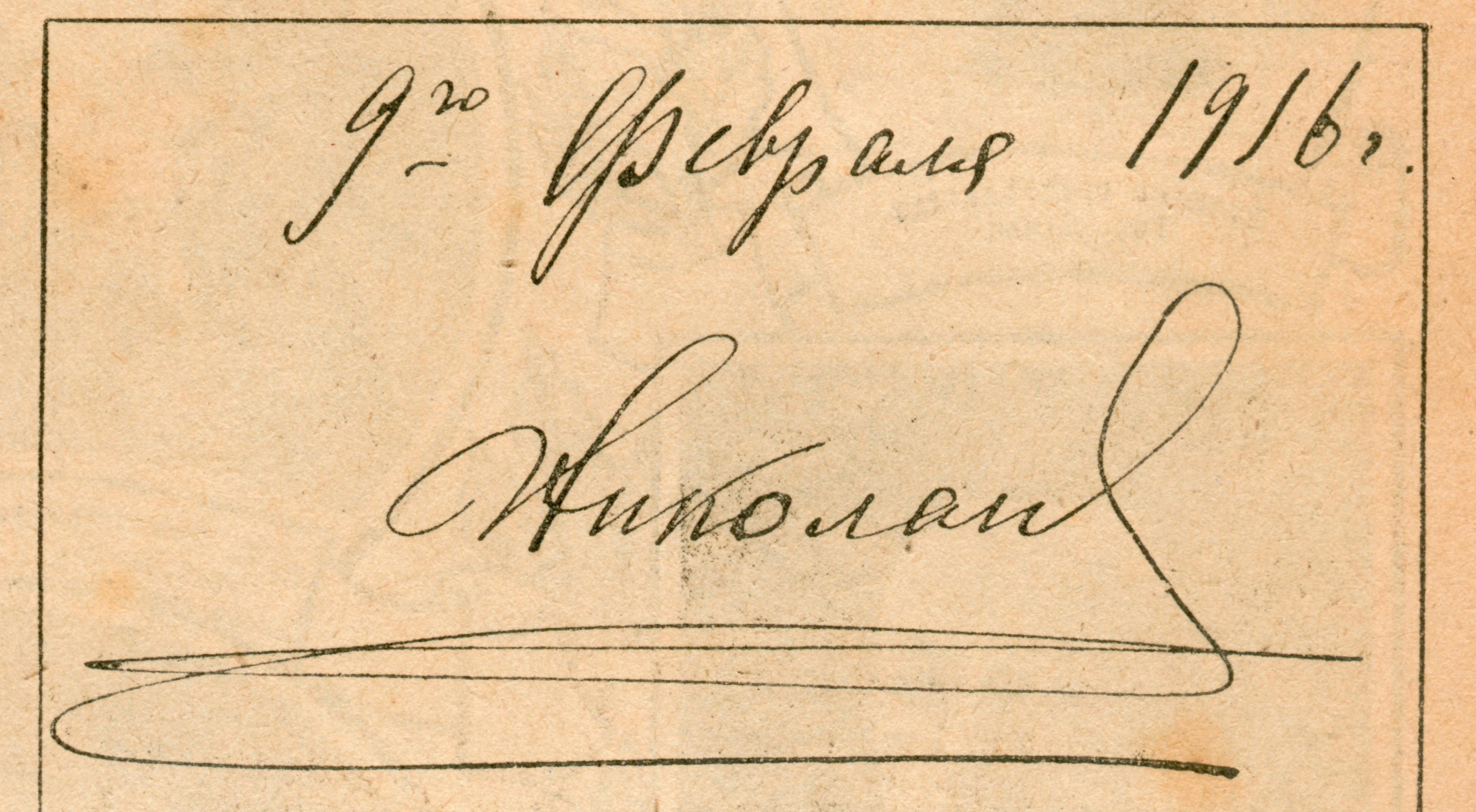
Автограф Николая Второго в Золотой книге почётных посетителей Гос. Думы, 1916

Они заключали в себе исторические документы, мемуары, донесения посланников, письма известных лиц и собирались, преимущественно, с научной целью. Представляя драгоценный исторический материал, они были приобретены, в основном, Парижской публичной библиотекой, которая обладает самым богатым собранием автографов. Из Франции любовь к собиранию автографов перешла в Англию, оттуда (во второй половине XVIII века) — в Германию и Россию, причём преобладавший прежде чисто научный интерес уступил место интересу психологическому, связанному с рукописью всякой выдающейся личности.
С развитием любви к собиранию автографов они сделались предметом торговли: первый аукцион собрания автографов (принадлежавших Ришельё) состоялся в Париже в 1801 году. Начиная с 1820 года подобного рода аукционы быстро следовали один за другим. В Австрии первый аукцион автографов прошёл в Вене в 1838 году. Первый каталог автографов вышел в Париже в 1822 году. Стоимость автографов обусловливается степенью важности писавшего лица, редкостью оставшихся после него рукописей, равно содержанием и величиной рукописи и может быть весьма различна для автографов одного и того же лица.
Большой спрос на автографы вызывали частые подделки подписи, как свидетельствует, между прочим, процесс архитектора Герстенберга (1856 год), подделавшего множество автографов Шиллера. Для сравнения и удостоверения подлинности автографов служит факсимиле под портретами и биографиями и отдельные собрания автографов. Таковы издания Смита в Англии (1829), Натана в Голландии (1837), Дельпеша во Франции (1832), общие автографы в издании Дорова (Берлин, 1836—38) и «Isographie des hommes celebres» (в 4-х тт., Париж, 1843), заключающая более 700 факсимиле.
С 1662 года в столице Франции издаётся журнал «L’amateur d’autographes». Для справок служит также «Manuel de l’amateur d’autographes» Фонтана (Париж, 1836) и «Handbuch für Autographensammler» Гюнтера и Шульца (Лейпциг, 1856); в последнем из них указаны также цены, которые платились за наиболее известные автографы на аукционах в Германии, Франции и Англии. Начиная с 2006 года в России издаётся коллектор автографов «Автограф века». Каждый выпуск выходит тиражом 250 экземпляров. В каждом экземпляре содержатся листы с подлинными оригинальными рукописными автографами деятелей российской культуры.

## Источник
- Автографы // Энциклопедический словарь Брокгауза и Ефрона : в 86 т. (82 т. и 4 доп.). — СПб., 1890—1907.